# Wonderful World (singolo Sam Cooke)
Wonderful World, conosciuto anche come (What a) Wonderful World è un brano musicale rock and roll-R&B, inciso da Sam Cooke nel 1959 e pubblicato come singolo nel 1960; autori del brano sono Herb Alpert, Lou Adler e lo stesso Sam Cooke, accreditati sotto lo pseudonimo di Barbara Campbell. Si tratta di una delle 40 hit incise dal cantante tra il 1957 e il 1964.
Il singolo, pubblicato su etichetta Keen Records, raggiunse il secondo posto della US Black Singles.
Numerosi artisti hanno in seguito inciso una cover del brano. Tra questi, figurano Otis Redding, Bryan Ferry, Gloria Gaynor, Art Garfunkel, Herb Alpert, Michael Bolton e Rod Stewart.

## Descrizione
Il brano fu in gran parte scritto da Herb Alpert e Lou Adler. A Cooke si deve invece la parte finale, aggiunta successivamente.
I tre adottarono lo pseudonimo Barbara Campbell, che era il nome della ragazza di cui Cooke era innamorato all'epoca delle scuole superiori.
Si racconta - secondo quanto riportato dalla rivista Rolling Stone - che prima dell'uscita del disco, Cooke amasse canticchiare il brano alle donne che incontrava, raccontando di aver scritto il brano proprio per loro.
Il brano fu quindi registrato il 2 marzo 1959, poco prima che Cooke lasciasse la Keen Records.
Il brano uscì comunque sotto quest'etichetta  nell'aprile 1960, nonostante all'epoca Cooke fosse già stato messo sotto contratto dalla RCA Victor.

## Testo e musica
(Wonderful World (1960))
Il testo si presenta come una sorta di dichiarazione d'amore: il protagonista dice infatti alla ragazza di cui è innamorato di non saper poco o nulla di tante materie, quali storia, biologia, geografia, algebra, trigonometria, ecc., ma di sapere una sola cosa, e cioè che l'ama. E le dice che sarebbe un mondo meraviglioso (wonderful world) se anche lei lo amasse.
Nella strumentazione del brano compare il suono di una chitarra acustica.

## Tracce (versione originale)[5]
1. Wonderful World – 2:02
2. Along the Navajo Trail – 3:44

## Classifiche
| Classifica             | Posizione massima | Nr. di settimane |
| ---------------------- | ----------------- | ---------------- |
| Regno Unito            | 27                |                  |
| US Black Singles chart | 2                 |                  |
| US Pop Singles chart   | 12                |                  |

## Cover
Una cover del brano è stata incisa dai seguenti cantanti e/o gruppi (in ordine alfabetico):
- Herb Alpert (2018)
- Gerald Alston (2008)
- Blue Hwy (2000)
- Michael Bolton (1999)
- David Bromberg Band (1975)
- Gil Caro (2007)
- Michael Carpenter (2000)
- Greg Chapman (1985)
- The Charms (1966)
- Danny Davis & The Nashville Strings (1965)
- Bryan Ferry (1970)
- The Flying Pickets (1989)
- Art Garfunkel con James Taylor e Paul Simon (1978)
- Gloria Gaynor (1986)
- Bobby Goldsboro (1969)
- Herman's Hermits (1965)
- Steven Houghton (1997)
- The House Jacks (2006)
- Flemming Bamse Jørgensen (2001)
- Sandy Lam (1997)
- The Liverpool Strings (1966)
- Jesse Malin (2008)
- Paul Mauriat e la sua orchestra (1968)
- Don McLean (1989)
- Lipmonger (1998)
- Johnny Nash (1976)
- Günther Neefs (1996)
- Otis Redding (1965)
- Solo (1995)
- Southside Johnny & The Ashbury Jukes (1981)
- Rod Stewart (2009)
- De Strangers (1986; versione in olandese intitolata Politieke lieke)[4]
- The Supremes (1965)
- Dave Valentin (1979)
- Vance 32 (1975)
- Roger Whittaker (1978)

## Il brano nella cultura di massa

### Cinema e fiction
- Il brano è stato inserito in una scena del film del 1978 Animal House[2][6]
- Il brano è stato inserito nel film del 1983, con protagonista Richard Gere, All'ultimo respiro (Breathless)[2][6]
- Il brano, nella cover eseguita da Greg Chapman, è stato inserito nel film del 1985, con protagonisti Harrison Ford e Kelly McGillis, Witness - Il testimone[2][6]
- Il brano è stato inserito nel film del 1987 Otto - Der Neue Film[6]
- Il brano è stato inserito nell'episodio pilota della serie televisiva Parker Lewis (1990)[6]
- Il brano è stato inserito in un episodio del 1998 della soap opera Lindenstraße, episodio intitolato Unter Zwang[6]
- Il brano è stato inserito nel film del 2005 Hitch - Lui sì che capisce le donne[6]
- Il brano è stato inserito nel film del 2008 Game Boys[6]
- Il brano è stato inserito nell'episodio pilota della miniserie televisiva Rock & Chips (2010)[6]
- Il brano è stato inserito nel film del 2014 Vizio di forma[6]

### Pubblicità
- Il brano fu utilizzato nel Regno Unito nel 1986 per una pubblicità della Levi's[2] In seguito a questo spot, il brano fu ripubblicato e il disco raggiunse il secondo posto delle classifiche britanniche.[2]